# Damiano Damiani
Damiano Damiani (Pasiano di Pordenone, Italia, 23 de julio de 1922 - Roma, Italia, 7 de marzo de 2013) fue un director de cine, guionista, actor y escritor italiano. 

## Biografía
Damiani nació en la localidad italiana de Pasiano di Pordenone, Friuli, y comenzó a estudiar en la Academia de Bellas Artes de Brera, situada en Milán. Años más tarde, en 1947, debutó con un documental llamado La banda d'Affari. Tras esto, empezó a trabajar como guionista y en 1960 dirigió su primera película, Il rossetto. En 1962, consiguió la concha de oro en el Festival Internacional de Cine de San Sebastián con L'isola di Arturo.
En 1966, dirigió Yo soy la Revolución, una de las primeras películas pertenecientes al género Spaghetti western. Dos años más tarde, con Il giorno della civetta, comenzó una serie de filmes cuyo objetivo era criticar varios aspectos sociales, frecuentemente relacionados con la relación entre la política y el crimen. Durante esta década —la de 1960— Damiani recibió muy buenas críticas por la mayoría de sus películas.
Confessione di un commissario di polizia al procuratore della repubblica, estrenada en 1971, obtuvo el premio de oro en la séptima edición de Festival de Moscú. En 1973, Damiano hizo su primera aparición como actor en la película Il delitto Matteotti, dirigida por Florestano Vancini. En ella interpretó al político y periodista italiano Giovanni Amendola.
En 1984, se convirtió en un fenómeno televisivo al interpretar un papel en la serie italiana La piovra, en la que se describía la mafia de la Edad Contemporánea. El último filme que dirigió fue Assassini dei giorni di festa, que se estrenó en el año 2002. 
Falleció el 7 de marzo de 2013 en Roma, a causa de problemas en su respiración. En ese momento tenía 90 años.

## Filmografía
- Il rossetto, 1961.
- L'isola di Arturo, 1962.
- La noia, 1963.
- La rimpatriata, 1963.
- La strega in amore 1966.
- A Bullet for the General (El Chuncho, quien sabe?, 1966.
- Una ragazza piuttosto complicata, 1967.
- Il giorno della civetta, 1968.
- La moglie più bella (1970)
- L'istruttoria è chiusa: dimentichi (1972)
- Confesiones de un comisario de policía al procurador de la república (Confessioni di un Commissario di Polizia al Procuratore della Repubblica) (1971).
- Girolimoni, il mostro di Roma (1972)
- Sorriso del grande tentatore (1974).
- Perché si uccide un magistrato, 1974).
- Un genio, due compari, un pollo, 1975).
- Goodbye e amen, 1977.
- Io ho paura, 1977.
- Un uomo in ginocchio 1978.
- L'avvertimento, 1980.
- Amityville II: The Possession, 1982.
- Parole e sangue (1983, TV)
- La piovra (1984, TV)
- Pizza Connection, 1985.
- La grande incognita, 1986.
- L'inchiesta, 1986).
- Imago urbis, 1987.
- Gioco al massacro, 1989.
- El tren de Lenin, 1990, TV).
- Il sole buio, 1990.
- Uomo di rispetto, 1992) .
- L'angelo con la pistola, 1992.
- Una bambina di troppo (1994, TV.
- Ama il tuo nemico, 1999, TV.
- Alex l'ariete, 2000.
- Ama il tuo nemico 2, 2001, TV.
- Un altro mondo è possibile, 2001.
- Assassini dei giorni di festa, 2002.

## Premios y distinciones
Festival Internacional de Cine de San Sebastián
| Año  | Categoría                         | Película          | Resultado |
| ---- | --------------------------------- | ----------------- | --------- |
| 1962 | Concha de Oro a la mejor película | La isla de Arturo | Ganador   |

Festival Internacional de Cine de Berlín
| Año  | Categoría        | Película         | Resultado |
| ---- | ---------------- | ---------------- | --------- |
| 1985 | Mención especial | Pizza Connection | Ganador   |